# Свободна държава (Германия)
Свободна държава (на немски: Freistaat) е административен атрибут, който понякога се употребява в Германия, за да се подчертае, че монархическото управление е останало в миналото.
Свободни държави се наричат или са се наричали:
- Баден,
- Бавария,
- Саксония и
- Тюрингия.